# کرات (تایباد)
کرات (تایباد)، روستایی از توابع بخش مرکزی شهرستان تایباد در استان خراسان رضوی ایران است. میل کرات از آثار تاریخی این روستا است که بر بالای تپه‌ای نزدیک گورستان روستا واقع شده است.

## جمعیت
این روستا در دهستان کرات قرار دارد و براساس سرشماری مرکز آمار ایران در سال ۱۳۸۵، جمعیت آن ۹۵۰ نفر (۱۹۱خانوار) بوده‌است.